# Casey Wellman
Casey Jay Wellman, född 18 oktober 1987, är en amerikansk professionell ishockeyspelare som spelar för HK Sotji i KHL. Han har tidigare representerat HK Spartak Moskva, Minnesota Wild och Washington Capitals i NHL samt deras farmalag.
Wellman blev aldrig draftad av något lag.